# Floresi vitézsas
A floresi vitézsas (Nisaetus floris) a madarak (Aves) osztályának a vágómadár-alakúak (Accipitriformes) rendjébe, ezen belül a vágómadárfélék (Accipitridae) családjába tartozó faj.

## Rendszerezése
A fajt Ernst Hartert német ornitológus írta le 1898-ban, a Limnaetus nembe Limnaetus limnaetus floris néven. Sorolták a Spizaetus nembe Spizaetus floris néven is.

## Előfordulása
Indonéziában, a Kis-Szunda-szigetekhez tartozó Flores, Lombok és Sumbawa szigetek területén honos. Természetes élőhelyei a szubtrópusi és trópusi síkvidéki és hegyi esőerdők, valamint szántóföldek. Állandó, nem vonuló faj.

## Természetvédelmi helyzete
Az elterjedési területe még nagy, de gyorsan csökken, egyedszáma 100-240 példány közötti és szintén csökken.  A Természetvédelmi Világszövetség Vörös listáján súlyosan veszélyeztetett fajként szerepel.